# Iglesia de la Virgen de la Candelera (Enviny)
La iglesia de la Virgen de la Candelera, actualmente dedicada a la Purificación, es el iglesia parroquial del pueblo de Enviny, en el término municipal de Sort, en la comarca del Pallars Sobirá de la provincia de Lérida. Pertenecía al antiguo término de Enviny .
Está situada en el extremo de meridional del pueblo.
En la actualidad (2012) es sede de una agrupación de parroquias que incluye las de San Pedro del Hostal, Santa Coloma de Llarvén, San Andrés de Malmercat, Santa Cecilia de Montardit de Dalt, Santa Cecilia de Puiforniu y Santa Coloma de Tornafort. También dependían la ermita de San Miguel, la capilla de San Roque y la capilla particular de Santa Lucía de Casa Aytés. Antiguamente también había dependido de ella la iglesia de San Miguel de Bressui, ahora agregada a la iglesia de San Feliu de Sort.